# Dwars door Gendringen
Dwars door Gendringen fue una carrera ciclista disputada en Gendringen, en la provincia de Güeldres (Holanda). 
Creada en 1937 bajo el nombre de Ronde van Gendringen, comprendía una carrera amateur y una profesional hasta 1939. Después se vio interrumpida por la guerra y reapareció en 1951, reservada a amateurs. Tomó el nombre de Dwars door Gendringen en 1996 y fue abierta a profesionales al año siguiente. A partir del 2004 no se volvió a disputar nunca más.

## Palmarés
| - 1937 : Janus Hellemons (pro) - 1937 : Gerrit Schulte (amateur) - 1938 : Aad van Amsterdam (pro) - 1938 : Cees Hooyman (amateur) - 1939 : Aad van Amsterdam (pro) - 1939 : Gerrit Hoeke (amateur) - 1951 : Wim Snijders - 1952 : Henk van de Broek - 1953 : George de Korte - 1954 : Wim Kouwenberg - 1955 : Joop van der Putten - 1956 : Willy Gramser - 1957 : Cor van Engeland - 1958 : Jo de Haan - 1959 : Cees Lute - 1960 : Cees Lute - 1961 : Cees Lute - 1962 : Piet Rentmeester - 1963 : Eddy Pels - 1964 : Cor Schuring - 1965 : Harry Steevens | - 1966 : Henk Nieuwkamp - 1967 : Harrie Jansen - 1968 : Wim Holstede - 1969 : Henk Nieuwkamp - 1970 : Jan Bloed - 1971 : Arie Hassink - 1972 : Fedor den Hertog - 1973 : Herman Ponsteen - 1974 : Albert Scheffer - 1975 : Jan Huisjes - 1976 : Bram van der Stelt - 1977 : Gerrit Moehlmann - 1978 : Ben Verhagen - 1979 : Frits Schur - 1980 : Gerrit Moehlmann - 1981 : Arie Hassink - 1982 : Herman Snoeyink - 1983 : Piet Kleine - 1984 : Geert Verwaaijen - 1985 : Erik Cent - 1986 : Erik Cent | - 1987 : Frank Rijkhoff - 1988 : Roel Palmers - 1989 : Herman Reesink - 1990 : John de Haas - 1991 : Jeroen Hermes - 1992 : Erwin Kistemaker - 1993 : Rob Froeling - 1994 : Rob Froeling - 1995 : Marcel Vrogten - 1996 : Daniel Sjöberg - 1997 : Godert de Leeuw - 1998 : Servais Knaven - 1999 : Jeroen Blijlevens - 2000 : Kees Hopmans - 2001 : Mindaugas Goncaras - 2002 : Ivan Quaranta - 2003 : Alessandro Petacchi - 2004 : Stefan van Dijk |